# Észak-amerikai szuperliga
Az Észak-amerikai szuperliga (angolul: North American SuperLiga) egy a CONCACAF által kiírt labdarúgótorna volt, amit 2007 és 2010 között minden évben megrendeztek.
A sorozatban mexikói és a Major League Soccer-t képviselve amerikai csapatok vettek részt.

## Kupadöntők
| Év             | Döntő                  | Döntő             | Döntő                  |
| Év             | Győztes                | Eredmény          | 2. helyezett           |
| -------------- | ---------------------- | ----------------- | ---------------------- |
| 2007 Részletek | Pachuca                | 1 – 1 (4 – 3 (t)) | Los Angeles Galaxy     |
| 2008 Részletek | New England Revolution | 2 – 2 (6 – 5 (t)) | Houston Dynamo         |
| 2009 Részletek | UANL Tigres            | 1 – 1 (4 – 3 (t)) | Chicago Fire           |
| 2010 Részletek | Monarcas Morelia       | 2 – 1             | New England Revolution |

- (t) – Tizenegyesrúgásokkal dőlt el a kupa sorsa.

## Klubonként
| Csapat                 | Győzelmek | Második hely | Győztes év | Döntős év |
| ---------------------- | --------- | ------------ | ---------- | --------- |
| New England Revolution | 1         | 1            | 2008       | 2010      |
| Pachuca                | 1         | 0            | 2007       |           |
| UANL Tigres            | 1         | 0            | 2009       |           |
| Monarcas Morelia       | 1         | 0            | 2010       |           |
| Houston Dynamo         | 0         | 1            |            | 2008      |
| Los Angeles Galaxy     | 0         | 1            |            | 2007      |
| Chicago Fire           | 0         | 1            |            | 2009      |

## Országonként
| Ország | Győzelmek száma | Második hely |
| ------ | --------------- | ------------ |
| Mexikó | 3               | 0            |
| USA    | 2               | 4            |